# Hauteville (Saboia)
Hauteville é uma comuna francesa na região administrativa de Auvérnia-Ródano-Alpes, no departamento de Saboia. Estende-se por uma área de 2,45 km². Em 2010 a comuna tinha 357 habitantes (densidade: 145,7 hab./km²).